# Alexander Krischan
Alexander Krischan (* 25. Februar 1921 in Žombolj (deutsch Hatzfeld), Königreich der Serben, Kroaten und Slowenen; † 21. Juni 2009 in Wien) war ein deutscher Historiker und Bibliograph.

## Leben

### Jugendjahre und Studienzeit
Die Volksschule und das Gymnasium besuchte Alexander Krischan in Jimbolia. Das Mittelschulstudium wurde am Loga-Lyzeum in Timișoara fortgesetzt. Während der Jahre 1937 bis 1940 war Krischan Schüler der Klavierschule von Prof. Elise Andrée in Timișoara. Kollege war der später berühmt gewordene Banater Organist Josef Gerstenengst.
Nach der Matura im Juni 1940 verrichtete Krischan studentischen Fachdienst in der Kulturabteilung der Deutschen Volksgemeinschaft in Timișoara. Von der Kulturstelle aus wurden Kontakte auch zum Deutschen Wissenschaftlichen Institut, Bukarest, hergestellt. Krischan trat im Frühjahr 1941 eine Reise nach Wien an und inskribierte mit einem VDA-Stipendium an der Wirtschaftsuniversität Wien. Im Sommer 1942 beendete er als Parallelstudium den viersemestrigen Lehrgang des „Südostkurses des Mitteleuropäischen Wirtschaftstages Berlin zur Heranbildung junger Unternehmer für Südosteuropa an der Hochschule für Welthandel Wien“ mit einem Abschlussdiplom. Ein Jahr danach reichte er seine Diplomarbeit „Ansiedlung Deutscher im Banat unter Maria Theresia. Wirtschaftsgeographische Untersuchungen“ an der Wirtschaftsuniversität ein.
1943 wurde Krischan zu einer Dienststelle des Auswärtigen Amtes als wissenschaftlicher Referent dienstverpflichtet. Die Dienststelle wurde Ende 1944 in das Benediktinerstift St. Lambrecht (Steiermark) verlegt und nach Kriegsende von der Documents Section der britischen Besatzungsmacht weitergeführt. Nach Auflösung der britischen Dienststelle 1946, bei der Krischan weiterhin beschäftigt wurde, kam er ein Jahr in britische Gefangenschaft. Nach seiner Entlassung war Krischan landwirtschaftlicher Arbeiter im Stift St. Lambrecht. In der Folge wurde das Studium in Wien wieder aufgenommen. Im Frühjahr 1948 erfolgte der Studienabschluss als Diplom-Volkswirt, Ende 1948 Approbation der Dissertation „Österreichs Außenhandel mit den Südostländern von der Weltwirtschaftskrise bis zum Umbruch 1930–1938.“ Im Sommer 1950 erfolgte die Promotion von Krischan zum Doktor rer. pol. der Wirtschaftswissenschaften.

### Beruflicher Werdegang
Noch vor Abschluss seines Studiums trat Krischan 1949 in die Dienste der Nachfolgefirma der IG Farbenindustrie AG, Vertretung in Wien, des Hoechst-Konzerns ein. Mit seiner beruflichen Tätigkeit in führender Stellung ausgedehnte Reisen in die Ostländer (Polen, Russland, Bulgarien usw.) verbunden. Jahre hindurch fanden am häufigsten Reisen nach Ungarn und Rumänien statt. Zwei ausgedehnte Reisen seien hier noch besonders hervorgehoben: Im Jahre 1964 erfolgte eine dreiwöchige Studienreise in die USA und nach Kanada (insbesondere New York, Washington, Philadelphia, Detroit, Wilmington, Toronto). Eine weitere, zehntägige Reise erfolgte 1979 in die Volksrepublik China zu Wirtschaftsgesprächen in Peking, Shanghai und Hongkong als Mitglied einer österreichischen Wirtschaftsdelegation unter Leitung des österreichischen Handelsministers und Vizekanzlers Fritz Bock.